# Symmons Plains Raceway
Symmons Plains Raceway es un circuito de carreras en Australia, ubicado a unos 30 km (18,6 mi) al sur de Launceston, Tasmania. Desde el cierre del circuito de Longford en la década de 1960, ha sido la principal instalación de carreras de motor de Tasmania. El circuito es uno de los más antiguos de la historia combinada del Campeonato Australiano de Turismos (ATCC) y del Supercars Championship.
El circuito ha albergado rondas del ATCC y, posteriormente, de Supercars desde 1969. El circuito quedó fuera del calendario V8 Supercar en 2000 antes de regresar en 2004 después de que se completaron las actualizaciones.

## El circuito
El Symmons Plains Raceway tiene 2,411 km (1,5 mi) de largo y es muy duro con los frenos Es conocido por su horquilla extremadamente estrecha, conocida con el nombre de «Brambles».
En 2004, la instalación recibió una mejora de tres millones de dólares australianos que incluyó algunas modificaciones en el diseño de la pista, incluido el traslado de la línea de salida/meta a una ubicación más convencional frente a boxes. Anteriormente había estado en una curva, inusual para un autódromo.

## Ganadores

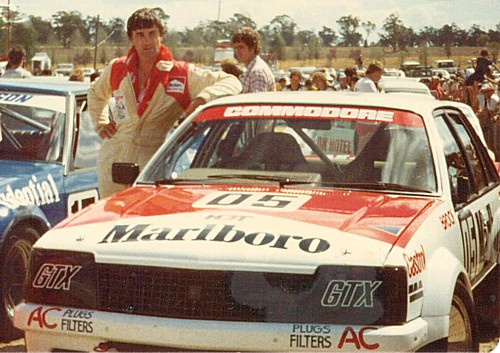
Peter Brock, ganador en 1982 (foto), entre otras ediciones.

### Campeonato Australiano de Turismos/Supercars Championship
| Año         | Piloto                                    | Equipo                                    | Automóvil                                 |
| ----------- | ----------------------------------------- | ----------------------------------------- | ----------------------------------------- |
| 1969        | Norm Beechey                              | Norm Beechey                              | Holden HK Monaro GTS327                   |
| 1970        | Jim McKeown                               | Shell Racing Team                         | Porsche 911                               |
| 1971        | Allan Moffat                              | Allan Moffat Racing                       | Ford Boss 302 Mustang                     |
| 1972        | Allan Moffat                              | Allan Moffat Racing                       | Ford Boss 302 Mustang                     |
| 1973        | Allan Moffat                              | Ford Works Team                           | Ford XY Falcon GTHO Phase III             |
| 1974        | Peter Brock                               | Holden Dealer Team                        | Holden LJ Torana GTR XU-1                 |
| 1975        | Colin Bond                                | Holden Dealer Team                        | Holden Torana L34                         |
| 1976        | John Harvey                               | B&D Autos                                 | Holden Torana L34                         |
| 1977        | Allan Moffat                              | Allan Moffat Racing                       | Ford XB Falcon GT                         |
| 1978        | Peter Brock                               | Holden Dealer Team                        | Holden LX Torana SLR A9X                  |
| 1979        | John Harvey                               | Holden Dealer Team                        | Holden LX Torana SS A9X                   |
| 1980        | Peter Brock                               | Holden Dealer Team                        | Holden VB Commodore                       |
| 1981        | Dick Johnson                              | Dick Johnson Racing                       | Ford XD Falcon                            |
| 1982        | Peter Brock                               | Holden Dealer Team                        | Holden VC Commodore                       |
| 1983        | Allan Grice                               | Roadways Racing                           | Holden VH Commodore                       |
| 1984        | Peter Brock                               | Holden Dealer Team                        | Holden VH Commodore                       |
| 1985        | Robbie Francevic                          | Mark Petch Motorsport                     | Volvo 240T                                |
| 1986        | Robbie Francevic                          | Volvo Dealer Team                         | Volvo 240T                                |
| 1987        | George Fury                               | Gibson Motorsport                         | Nissan Skyline DR30                       |
| 1988        | Dick Johnson                              | Dick Johnson Racing                       | Ford Sierra RS500                         |
| 1989        | Dick Johnson                              | Dick Johnson Racing                       | Ford Sierra RS500                         |
| 1990        | Dick Johnson                              | Dick Johnson Racing                       | Ford Sierra RS500                         |
| 1991        | Jim Richards                              | Gibson Motorsport                         | Nissan Skyline R32 GT-R                   |
| 1992        | Glenn Seton                               | Glenn Seton Racing                        | Ford Sierra RS500                         |
| 1993        | Alan Jones                                | Glenn Seton Racing                        | Ford EB Falcon                            |
| 1994        | Mark Skaife                               | Gibson Motorsport                         | Holden VP Commodore                       |
| 1995        | John Bowe                                 | Dick Johnson Racing                       | Ford EF Falcon                            |
| 1996        | Craig Lowndes                             | Holden Racing Team                        | Holden VR Commodore                       |
| 1997        | Greg Murphy                               | Holden Racing Team                        | Holden VS Commodore                       |
| 1998        | Craig Lowndes                             | Holden Racing Team                        | Holden VT Commodore                       |
| 1999        | Mark Skaife                               | Holden Racing Team                        | Holden VT Commodore                       |
| 2000 - 2003 | No se disputó                             | No se disputó                             | No se disputó                             |
| 2004        | Russell Ingall                            | Stone Brothers Racing                     | Ford BA Falcon                            |
| 2005        | Garth Tander                              | HSV Dealer Team                           | Holden VZ Commodore                       |
| 2006        | Garth Tander                              | HSV Dealer Team                           | Holden VZ Commodore                       |
| 2007        | Jamie Whincup                             | Triple Eight Race Engineering             | Ford BF Falcon                            |
| 2008        | Jamie Whincup                             | Triple Eight Race Engineering             | Ford BF Falcon                            |
| 2009        | Will Davison                              | Holden Racing Team                        | Holden VE Commodore                       |
| 2010        | Mark Winterbottom                         | Ford Performance Racing                   | Ford FG Falcon                            |
| 2011        | Jamie Whincup                             | Triple Eight Race Engineering             | Holden VE Commodore                       |
| 2012        | Jamie Whincup                             | Triple Eight Race Engineering             | Holden VE Commodore                       |
| 2013        | Fabian Coulthard                          | Brad Jones Racing                         | Holden VF Commodore                       |
| 2014        | Jamie Whincup                             | Triple Eight Race Engineering             | Holden VF Commodore                       |
| 2015        | Jamie Whincup                             | Triple Eight Race Engineering             | Holden VF Commodore                       |
| 2016        | Will Davison                              | Tekno Autosports                          | Holden VF Commodore                       |
| 2017        | Fabian Coulthard                          | DJR Team Penske                           | Ford FG X Falcon                          |
| 2018        | Craig Lowndes                             | Triple Eight Race Engineering             | Holden ZB Commodore                       |
| 2019        | Shane van Gisbergen                       | Triple Eight Race Engineering             | Holden ZB Commodore                       |
| 2020        | No se disputó por la pandemia de COVID-19 | No se disputó por la pandemia de COVID-19 | No se disputó por la pandemia de COVID-19 |
| 2021        | Jamie Whincup                             | Triple Eight Race Engineering             | Holden ZB Commodore                       |
| 2022        | Shane van Gisbergen                       | Triple Eight Race Engineering             | Holden ZB Commodore                       |
| 2023        | Will Brown                                | Erebus Motorsport                         | Chevrolet Camaro ZL1-1LE                  |
| Fuente:     |                                           |                                           |                                           |

## Récords de vuelta
De 1980 a 2021, Alfredo Costanzo mantuvo el récord absoluto de vuelta en carrera al establecer un tiempo de 50.16 segundos con Lola T430 de Fórmula 5000.
Luego, ese récord absoluto de vuelta fue batido en 2021 por el piloto Joey Mawson. Conduciendo un Ligier JS F3-S5000, el piloto australiano marcó un tiempo de 0:49.7242 segundos. En 2022, el récord lo volvió a mejorar él mismo, al marcar un tiempo de 0:48.5598 segundos.
A partir de febrero de 2023, los registros oficiales de vueltas de carrera más rápidas en Symmons Plains Raceway se enumeran como:
| Categoría                 | Piloto            | Vehículo                 | Tiempo          | Fecha                    |
| 2.412 km (1960)           | 2.412 km (1960)   | 2.412 km (1960)          | 2.412 km (1960) | 2.412 km (1960)          |
| ------------------------- | ----------------- | ------------------------ | --------------- | ------------------------ |
| S5000                     | Joey Mawson       | Ligier JS F3-S5000       | 0:48.5598       | 12 de febrero de 2022    |
| Fórmula 5000              | Alfredo Costanzo  | Lola T430                | 0:50.16         | 23 de marzo de 1980      |
| Fórmula 3                 | Tim Macrow        | Dallara F307             | 0:50.3278       | 6 de abril de 2013       |
| Sedán deportivo           | Bradley Sherriff  | Nissan Skyline R32       | 0:50.6025       | 19 de noviembre de 2022  |
| Supercars Championship    | Mark Winterbottom | Holden ZB Commodore      | 0:51.2276       | 7 de abril de 2019       |
| GT3                       | Bryce Washington  | Lamborghini Gallardo     | 0:52.5247       | 2 de septiembre de 2007  |
| Super2 Series             | Chris Pither      | Holden VF Commodore      | 0:52.7091       | 8 de abril de 2018       |
| Superbikes                | Josh Waters       | Suzuki GSX-R1000         | 0:53.387        | 13 de noviembre de 2011  |
| Trans-Am Australia        | Kyle Gurton       | Ford Mustang             | 0:53.9755       | 12 de febrero de 2022    |
| Sports GT                 | Tony Warren       | Mitsubishi Evo           | 0:53.9882       | 7 de abril de 2019       |
| Fórmula 2 Australiana     | Jon Crooke        | Cheetah Mk8              | 0:54.73         | 9 de marzo de 1986       |
| Fórmula Ford              | Richie Stanaway   | Mygale SJ09              | 0:55.3004       | 31 de mayo de 2009       |
| N-GT                      | John Bowe         | Ferrari 360 N-GT         | 0:55.3797       | 27 de abril de 2003      |
| Supersport                | Jason O'Halloran  | Yamaha YZF-R6            | 0:55.493        | 10 de septiembre de 2006 |
| TCR                       | Jay Hanson        | Audi RS 3 LMS TCR (2021) | 0:55.7811       | 12 de febrero de 2022    |
| Fórmula 4                 | Cameron Shields   | Mygale M14-F4            | 0:55.8236       | 8 de abril de 2018       |
| Grupo A                   | Jim Richards      | Nissan Skyline R32 GT-R  | 0:55.97         | 10 de marzo de 1991      |
| Improved Production       | Ray Hislop        | Ford Falcon              | 0:56.1942       | 30 de marzo de 2014      |
| Touring Car Masters       | Steven Johnson    | Ford Mustang TransAm     | 0:55.9563       | 25 de febrero de 2023    |
| Superturismo              | Geoff Brabham     | BMW 318i                 | 0:58.2963       | 7 de mayo de 1995        |
| Grupo C Australiano       | Peter Brock       | Holden VH Commodore SS   | 0:58.51         | 11 de marzo de 1984      |
| 125cc                     | Blake Leigh-Smith | Aprilia RSW 125          | 1:00.681        | 4 de abril de 2009       |
| Aussie Racing Cars        | Kody Garland      | Ford Mustang (S197)      | 1:00.8755       | 18 de abril de 2021      |
| Group Nc                  | Leon Bell         | Holden HQ Monaro         | 1:01.5586       | 10 de noviembre de 2013  |
| V8 Ute Racing Series      | Ryan Hansford     | Ford FG Falcon Ute       | 1:01.7761       | 3 de abril de 2016       |
| V8 Superute Series        | Ben Walsh         | Toyota Hilux             | 1:01.8467       | 26 de marzo de 2022      |
| Moto3                     | Tom Bramich       | Honda NSF250R            | 1:02.716        | 6 de septiembre de 2015  |
| Improved Production - U2L | Anthony McKenzie  | Ford Escort Cosworth     | 1:03:9122       | 3 de octubre de 2004     |
| Group Nb                  | Phillip Shepherd  | EH Holden                | 1:07.7233       | 25 de octubre de 2020    |
| Supersport 300            | Justin Hall       | Kawasaki Ninja 300       | 1:09.166        | 6 de septiembre de 2015  |
| Excel Cup                 | Hugo Simpson      | Hyundai Excel            | 1:10.8923       | 26 de febrero de 2023    |
| HQ Holden                 | Phil Ashlin       | HQ Holden                | 1:11.6103       | 25 de octubre de 2020    |
| Tassie Tin Tops           | Liam Hooper       | Nissan Skyline R32       | 0:52.9743       | 25 de febrero de 2023    |
| Boost Mobile Super Trucks | Paul Morris       | Stadium Super Truck      | 1:12.2884       | 18 de abril de 2021      |
| 250cc producción          | Lachlan Keogh     | Kawasaki Ninja 250R      | 1:13.693        | 5 de septiembre de 2015  |